# مصطفی حیدری
مصطفی حیدری (زاده ۲۳ آذر ۱۳۷۰ در تهران)بازیکن سابق تیم ملی والیبال ایران و بازیکن تیم مهرگان نور است.

## افتخارات

### ملی
- مدال طلا ارتش های جهان ۲۰۱۲
- مدال برنز ارتش های جهان ۲۰۱۴
- مدال برنز جام قهرمانان بزرگ جهان ۲۰۱۷
- مدال طلا جام کنفدراسیون های آسیا ۲۰۱۶

### باشگاهی
- قهرمانی قهرمانی باشگاه‌های آسیا ۲۰۲۱ با فولاد سیرجان[۶]